# Acraea alluaudi
Acraea alluaudi är en fjärilsart som beskrevs av Le Cerf 1927. Acraea alluaudi ingår i släktet Acraea och familjen praktfjärilar. Inga underarter finns listade i Catalogue of Life.